# Dichtheidsstelling van Lebesgue
In de maattheorie, een deelgebied van de wiskunde, stelt de dichtsheidsstelling van Lebesgue dat voor iedere lebesgue-meetbare verzameling {\displaystyle A} de 'dichtheid' van {\displaystyle A} in bijna elk punt van {\displaystyle A} gelijk is aan 1. Aangezien van een punt van de rand van {\displaystyle A} elke omgeving gedeeltelijk in {\displaystyle A} en gedeeltelijk buiten {\displaystyle A} ligt, is de dichtheid van {\displaystyle A} daar kleiner dan 1. De stelling betekent dus intuïtief dat de rand van {\displaystyle A} kan worden verwaarloosd. De stelling is genoemd naar de Franse wiskundige Henri Lebesgue.

## Definitie
Laat {\displaystyle \lambda } de lebesgue-maat op de euclidische ruimte {\displaystyle \mathbb {R} ^{n}} en {\displaystyle A} een lebesgue-meetbare deelverzameling van {\displaystyle \mathbb {R} ^{n}} zijn. Definieer de 'dichtheid bij benadering' van {\displaystyle A} in een {\displaystyle \varepsilon }-omgeving van een punt {\displaystyle x\in \mathbb {R} ^{n}} als
{\displaystyle d_{\varepsilon }(x)={\frac {\lambda (A\cap B_{\varepsilon }(x))}{\lambda (B_{\varepsilon }(x))}}}
waarin {\displaystyle B_{\varepsilon }} de bol aanduidt met straal {\displaystyle \varepsilon } en middelpunt {\displaystyle x}.

## Stelling
De dichtheidsstelling van Lebesgue houdt in dat in bijna ieder punt {\displaystyle x} van een lebesgue-meetbare verzameling {\displaystyle A} de dichtheid van {\displaystyle A}:
{\displaystyle d(x)=\lim _{\varepsilon \to 0}d_{\varepsilon }(x)}
bestaat en gelijk is aan 1.
Met andere woorden: voor elke lebesgue-meetbare verzameling {\displaystyle A} is de dichtheid van {\displaystyle A} bijna overal in {\displaystyle \mathbb {R} ^{n}} gelijk aan 0 of 1. Wel is het zo dat als {\displaystyle \lambda (A)>0} en {\displaystyle \lambda (\mathbb {R} ^{n}\setminus A)>0}, er altijd punten van {\displaystyle \mathbb {R} ^{n}} zijn waarin de dichtheid van {\displaystyle A} noch 0, noch 1 is.
Gegeven een vierkant in het vlak is de dichtheid van elk punt binnen dit vierkant bijvoorbeeld gelijk aan 1, op de randen is de dichtheid gelijk aan 1/2, en in de hoekpunten is de dichtheid gelijk aan 1/4. Er zijn dus punten in het vlak waar de dichtheid noch 0, noch 1 is, maar hun aantal kan worden verwaarloosd.